# ۱۳۴۷ (میلادی)
۱۳۴۷ (میلادی) هزار و سیصد و چهل و هفتمین سال تقویم میلادی است.

## مناسبت‌ها
حکمرانی مرگ سیاه در جهان

## درگذشتگان
‎